# NGC 5331-2
NGC 5331-2 je spiralna galaktika u zviježđu Djevici. U međudjelovanju je s NGC 5331-1.

## Vanjske poveznice
- (engl.) SEDS: NGC 5331
- (engl.) Revidirani Novi opći katalog
- (engl.) Izvangalaktička baza podataka NASA-e i IPAC-a
- (engl.) Astronomska baza podataka SIMBAD
- (engl.) VizieR
- DSS-ova slika NGC 5331  Arhivirana inačica izvorne stranice od 22. ožujka 2016. (Wayback Machine)